# 유포 (기후)
유포(劉襃, ? ~ ?)는 전한 말기의 제후로, 성양강왕의 증손이다.

## 행적
아버지 유린의 뒤를 이어 기후(箕侯)에 봉해졌으나, 전한이 멸망하여 작위가 박탈되었다.

## 출전
- 반고, 《한서》 권15하 왕자후표 下

| 선대 아버지 기절후 유린 | 전한의 기후 ? ~ 8년 | 후대 (전한 멸망) |